# Compagnia di San Domenico della Notte

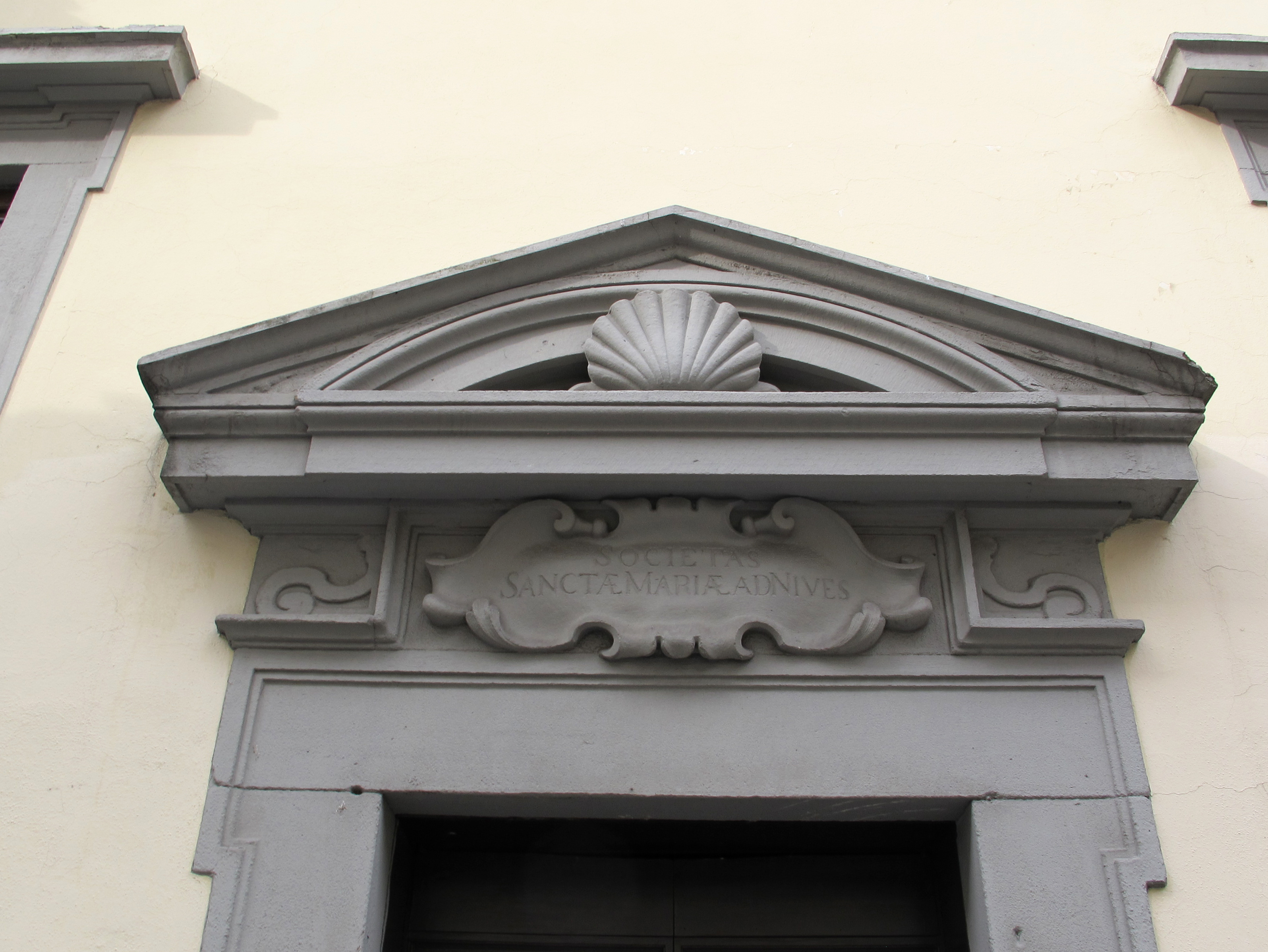
Iscrizione alla Compagnia di Santa Maria della Neve sull'oratorio in Borgo La Croce a Firenze

La Compagnia di San Domenico della Notte era un'antica confraternita di Firenze.

## Storia
La Compagnia venne fondata nel XVI secolo e riuniva una serie di artigiani di estrazione bassa (come verdurai, ortolani, piccoli commercianti e artigiani di materiali considerati poco nobili), che si riunivano per pregare nelle ore notturne. Era di fatto gemellata con la Compagnia di Santa Maria della Neve, con la quale condivideva la sede nell'Oratorio di Santa Maria della Neve in Borgo la Croce. 
Le riunioni ("tornate") avevano luogo la seconda e la quarta domenica del mese, oltre a tutte le feste mariane (Natività, Annunciazione, Purificazione e Assunzione) e in particolare quella di Santa Maria della Neve del 5 agosto. Inoltre i confratelli prendevano parte a tutte le celebrazioni speciali della chiesa di Sant'Ambrogio, tra cui la solenne processione del Miracolo. 
Dalla relazione del 1783 si apprende che, tra Compagnia della Neve e di San Domenico della Notte, si contavano circa duecento confratelli.
Come moltissime altre confraternite toscane, fu soppressa da Pietro Leopoldo il 21 marzo del 1785.